# Aljona Wiktorowna Sidko
Aljona Wiktorowna Sidko (russisch Алёна Викторовна Сидько; * 20. September 1979 in Krasnojarsk, Sibirien) ist eine ehemalige russische Skilangläuferin.

## Werdegang
Sidko startete im Dezember 1999 erstmals im Weltcup in Sappada und belegte dort den 35. Platz über 7,5 km Freistil. Ihren ersten Weltcuppunkte holte sie im März 2001 in Kavgolovo mit dem 26. Platz über 15 km Freistil. Zu Beginn der Saison 2001/02 kam sie mit Platz zwei in Kuopio und in Davos mit der Staffel erstmals im Weltcup aufs Podest. Im Weltcupeinzel errang sie sieben Platzierungen in den Punkterängen und erreichte damit den 45. Platz im Gesamtweltcup. In der Saison 2002/03 kam sie bei 19 Einzelteilnahmen im Weltcup 14-mal in die Punkteränge und belegte damit zum Saisonende den 25. Platz im Gesamtweltcup und den 15. Rang im Sprintweltcup. Ihre beste Saisonplatzierung im Weltcupeinzel war jeweils der siebte Platz im Sprint in Clusone und in Linz. Im Januar 2003 wurde sie beim Weltcup in Asiago Zweite zusammen mit Natalja Korosteljowa im Teamsprint. Zu Beginn der Saison 2003/04 errang sie in Düsseldorf den dritten Platz zusammen mit Jewgenija Chachina im Teamsprint und den zweiten Platz im Sprint. Im weiteren Saisonverlauf belegte sie in Beitostølen den dritten Platz mit der Staffel und kam im Weltcupeinzel dreimal unter die ersten Zehn. Im April 2004 holte sie in Murmansk zwei Siege im Continental-Cup und erreichte zum Saisonende den 20. Platz im Gesamtweltcup und den 16. Rang im Sprintweltcup. Nach drei Platzierungen in den Punkterängen zu Beginn der Saison 2004/05, siegte sie beim Alpencup in Davos. Es folgten im Einzelweltcup weitere fünf Resultate in den Punkterängen und zum Saisonende den 29. Platz im Gesamtweltcup und den 19. Rang im Sprintweltcup. Beim Saisonhöhepunkt den Nordischen Skiweltmeisterschaften 2005 in Oberstdorf gewann sie zusammen mit Julija Tschepalowa Bronze im Teamsprint. Zudem belegte sie den 13. Platz im Sprint. Im März 2005 wurde sie russische Meisterin im Sprint. Nach Platz drei in Düsseldorf zusammen mit Natalja Korosteljowa im Teamsprint zu Beginn der Saison 2005/06, holte sie zwei Siege im Scandinavian-Cup und gewann im Sprint in Nové Město ihr einziges Weltcuprennen. Bei den Olympischen Winterspielen 2006 in Turin gewann sie die Bronzemedaille im Sprint. Zudem errang sie im Teamsprint den sechsten Platz. Im März 2006 wurde sie russische Meisterin über 10 km. Die Saison beendete sie auf dem 23. Platz im Gesamtweltcup, dem 16. Rang im Sprintweltcup und auf dem achten Platz in der Gesamtwertung des Scandinavian-Cups. In der Saison 2006/07 kam sie im Weltcup 15-mal in die Punkteränge. Dabei errang sie den 29. Platz bei der Tour de Ski 2006/07. Bei den Nordischen Skiweltmeisterschaften 2007 in Sapporo belegte sie den 30. Platz im Sprint, den 27. Rang im 30-km-Massenstartrennen und den siebten Platz mit der Staffel. Zum Saisonende wurde sie russische Meisterin über 30 km und erreichte den 28. Platz im Gesamtweltcup und den 23. Rang im Sprintweltcup. Nachdem sie in der Saison 2007/08 pausierte, errang sie in der Saison 2008/09 den 26. Platz im Gesamtweltcup. Dabei belegte sie im Weltcup 17 Platzierungen in den Punkterängen, darunter Platz 19 beim Weltcupfinale in Falun. Bei den Nordischen Skiweltmeisterschaften 2009 in Liberec kam sie auf den 43. Platz im Sprint und auf den 11. Rang im Teamsprint. Am 26. Dezember 2009 wurde Sidko bei einem Wettkampf in Russland positiv auf das Blutdopingmittel EPO getestet. Nachdem Sidko auf die Öffnung der B-Probe verzichtete, wurde sie Ende Januar 2010 offiziell vom russischen Skiverband wegen Dopings für zwei Jahre gesperrt. Nach Ablauf der Sperre startete sie in der Saison 2012/13 im Eastern-Europe-Cup. Ihr bestes Resultat dabei war der 12. Platz im Sprint in Werschina Tjoi.

## Erfolge

### Weltcupsiege im Einzel
| Nr. | Datum             | Ort        | Disziplin       |
| --- | ----------------- | ---------- | --------------- |
| 1.  | 30. Dezember 2005 | Nové Město | Sprint Freistil |

### Siege bei Continental-Cup-Rennen
| Nr. | Datum             | Ort      | Disziplin        | Serie            |
| --- | ----------------- | -------- | ---------------- | ---------------- |
| 1.  | 1. April 2004     | Murmansk | 10 km klassisch  | Continental Cup  |
| 2.  | 2. April 2004     | Murmansk | 5 km Freistil    | Continental Cup  |
| 3.  | 11. Dezember 2004 | Davos    | 5 km klassisch   | Alpencup         |
| 4.  | 16. Dezember 2005 | Vuokatti | 10 km Freistil   | Scandinavian Cup |
| 5.  | 17. Dezember 2005 | Vuokatti | Sprint klassisch | Scandinavian Cup |

## Weltcup-Gesamtplatzierungen
| Saison  | Gesamt | Gesamt | Distanz | Distanz | Sprint | Sprint |
| Saison  | Punkte | Platz  | Punkte  | Platz   | Punkte | Platz  |
| ------- | ------ | ------ | ------- | ------- | ------ | ------ |
| 2000/01 | 5      | 101.   | -       | -       | -      | -      |
| 2001/02 | 68     | 45.    | -       | -       | 32     | 40.    |
| 2002/03 | 185    | 25.    | -       | -       | 124    | 15.    |
| 2003/04 | 249    | 20.    | 122     | 29.     | 127    | 16.    |
| 2004/05 | 156    | 29.    | 53      | 37.     | 103    | 19.    |
| 2005/06 | 251    | 23.    | 70      | 37.     | 181    | 16.    |
| 2006/07 | 176    | 28.    | 70      | 31.     | 98     | 23.    |
| 2007/08 | -      | -      | -       | -       | -      | -      |
| 2008/09 | 243    | 26.    | 128     | 28.     | 91     | 30.    |
| 2009/10 | 14     | 100.   | 14      | 75.     | -      | -      |